# Gabber (software)
Gabber is een opensource-chatprogramma dat het XMPP-protocol voor instant messaging gebruikt. De client is geschreven in C++ en werd oorspronkelijk ontwikkeld voor GNOME. De eerste versie werd geschreven door Dave Smith en Julian Missig en was een van de eerste Jabber-clients. Julian Missig en Thomas Muldowney herschreven Gabber 1 tot Gabber 2 die geschikt is voor GNOME 2. De ontwikkeling aan versie 2 van Gabber werd gestaakt in juni 2004.